# Shinjuku NS Building
Le Shinjuku NS Building (新宿NSビル, Shinjuku Enu Esu Biru) est un gratte-ciel haut de 134 m situé dans le quartier d'affaires de Nishi Shinjuku à Tokyo.